# Passo della porta di ferro

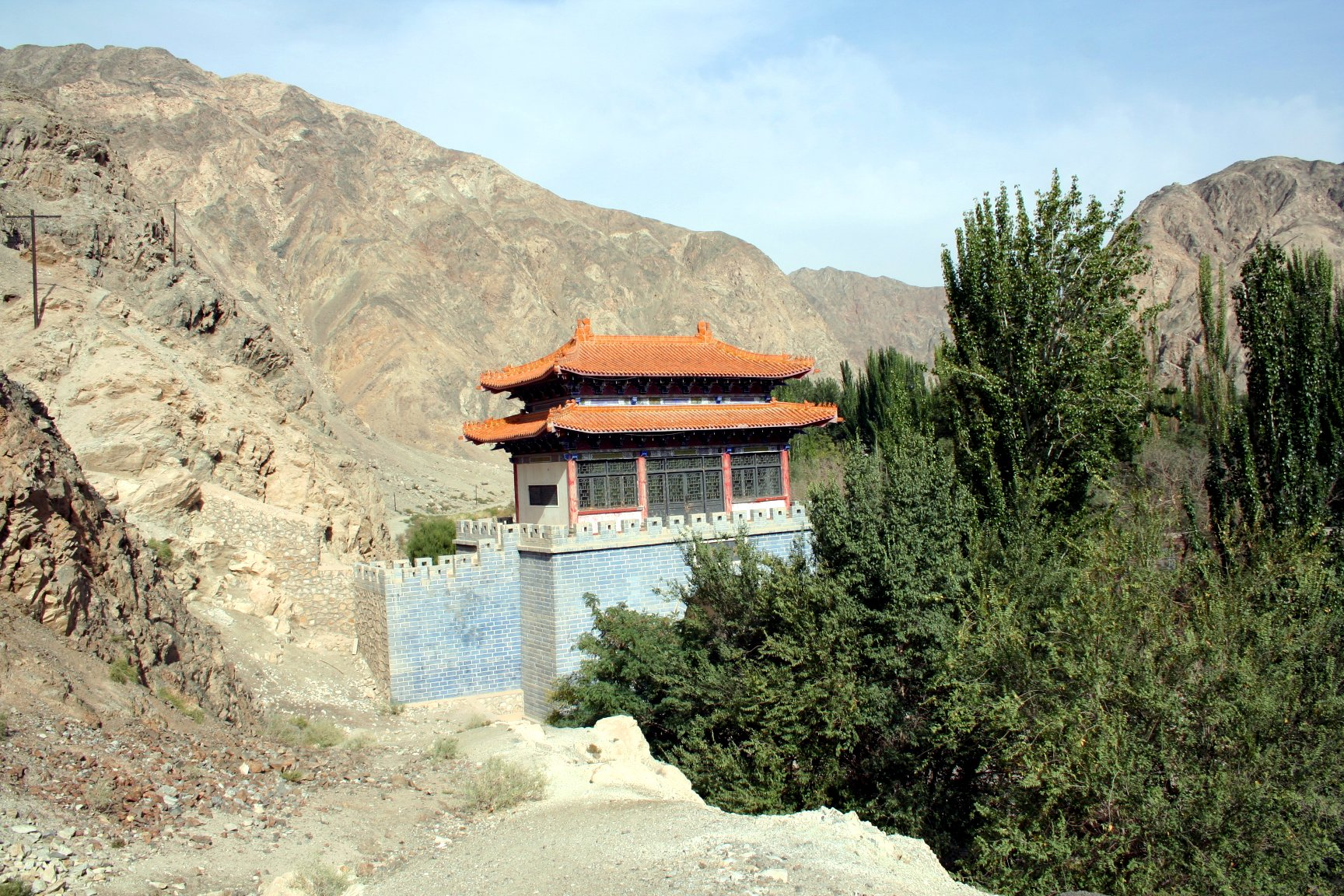
Passo della porta di ferro

Il passo della porta di ferro (cinese:铁|门|关,鐵|門|關, Tiĕ|mén|Guān) unisce il bacino dello Yanqi ed il bacino del Tarim nello Xinjiang centrale, in Cina. Il passo segue la gola del fiume Kaidu. I principali insediamenti collegati al passo sono le città di Yanqi nella contea di Yanqi Hui a nord, e la città di Korla nella prefettura di Bayin'gholin Mongol a sud. La prima città a nord del passo è Tashidian. Il passo della porta di ferro ebbe un'importanza strategica dato che formava un naturale collo di bottiglia lungo la via della seta. Un punto di controllo militare fu stabilito qui durante la dinastia Tang. Ad oggi il passo non fa più parte della rete stradale della regione, e viene conservato solo come area storica e panoramica. La strada moderna (G218) che unisce Yanqi e Korla passa attraverso le montagne ad est della gola.

## Leggenda
La gola del passo della porta di ferro è l'ambientazione di una leggendaria storia d'amore. Secondo la leggenda una principessa del regno di Yanqi chiamata Tzouhla si innamorò di un povero mandriano di nome Tayir. La corte reale si oppose all'unione, ed un ministro Karehan convinse il re a far uccidere Tayir. Quando la principessa tentò di salvare il suo innamorato dalle mani dei soldati, caddero entrambi nella gola. Si dice che un tumulo segni il punto in cui i due amanti furono sepolti, dalla parte opposta al passo.